# James Barton Longacre
Pour les articles homonymes, voir Longacre.
James Barton Longacre, né le 11 août 1794 dans le Comté de Delaware (Pennsylvanie) et mort le 1er janvier 1869 à Philadelphie, est un peintre, graveur et médailleur américain. 
Il fut notamment graveur en chef de l'United States Mint de 1844 à 1869. Il a ainsi dessiné l'Indian Head cent, le Shield nickel, le Gold dollar ou encore le Flying Eagle cent qui furent mis en circulation sous son mandat.
Longacre est né dans le comté de Delaware en Pennsylvanie en 1794. À l'âge de 12 ans, il s'enfuit du domicile familial et devient apprenti dans une librairie de Philadelphie. Ses talents artistiques se développant, il devient apprenti dans un cabinet de gravure. Il s'installe ensuite à son compte en 1819 et se fait connaître en créant des illustrations pour des ouvrages biographiques populaires. Il réalise le portrait des hommes importants de son époque et le soutien de certains d'entre eux, dont le sénateur de Caroline du Sud, John C. Calhoun, conduit à sa nomination au poste de graveur en chef de la Monnaie américaine après la mort de Christian Gobrecht en 1844.
Dans les premières années de son mandat, Longacre dut affronter la Monnaie de Philadelphie dont le directeur Robert M. Patterson et le chef monnayeur Franklin Peale s'opposait à ce qu'il dessine les nouvelles pièces du dollar or et du double eagle. Disposant du soutien du secrétaire au Trésor William M. Meredith, Longacre fut victorieux et le départ de Patterson et de Peale au début des années 1850 mit fin au conflit.
En 1856, Longacre conçut le Flying Eagle cent. Cette pièce s'avéra néanmoins difficile à frapper et il dessina sa remplaçante, l'Indian Head cent, qui fut mis en circulation en 1859. Parmi les autres pièces réalisées par Longacre figurent la Three-cent piece, le Shield nickel et la Two-cent piece (en). Il fut également chargé de dessiner de nouvelles pièces pour le Chili. Longacre mourut subitement le 1er janvier 1869 et fut remplacé par William Barber. Les pièces créées par Longacre sont aujourd'hui généralement bien considérées même si elles ont été critiquées pour leur manque de qualité artistique.

## Jeunesse, apprentissage et début de carrière

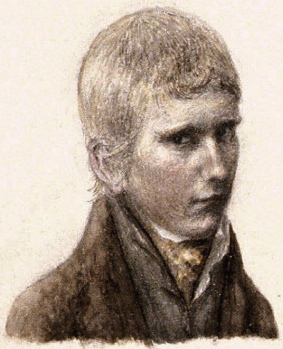
Autoportrait de Longacre à 12 ans.

James Barton Longacre, né dans une ferme du comté de Delaware en Pennsylvanie le 11 août 1794, était le fils de Sarah (Barton), morte alors qu'il est encore très jeune, et de Peter Longacre, descendant de colons suédois. Après le remariage de son père, la vie de famille devint très vite insupportable pour James. Il s'enfuit à l'âge de 12 ans et chercha du travail dans la ville voisine de Philadelphie. Il commença un apprentissage dans la librairie de John E. Watson qui l'accueillit au sein de sa famille. Longacre travailla dans la librairie pendant quelques années mais Watson remarqua le talent de l'enfant pour le dessin et en particulier pour les portraits. Ce dernier le libéra de son apprentissage en 1813 pour qu'il puisse développer ses talents artistiques ; ils restèrent néanmoins proches et Watson vendait souvent des œuvres de Longacre.
Longacre devint l'apprenti de George Murray, directeur du cabinet de gravure « Murray, Draper, Fairman & Co » au 47 Sansom Street à Philadelphie. Cette entreprise avait succédé à celle fondée par le premier graveur en chef de la Monnaie de Philadelphie, Robert Scot. Longacre travailla dans le cabinet jusqu'en 1819 et il réalisa des portraits de George Washington, de Thomas Jefferson et de John Hancock qui furent placés sur un fac-similé de la Déclaration d'indépendance par l'éditeur John Binns ; ce dernier déboursa un total de 9 000 $ (environ 200 000 $ de 2012) pour ce travail. Christian Gobrecht, le prédécesseur de Longacre au poste de graveur en chef, travailla également dans le cabinet Murray à partir de 1816. Le travail de Longacre chez Murray lui permit d'acquérir une certaine réputation en particulier grâce à son talent pour la réalisation de gravures d'après les toiles d'autres artistes. En 1819, il décida donc de créer sa propre entreprise au 230 Pine Street à Philadelphie.

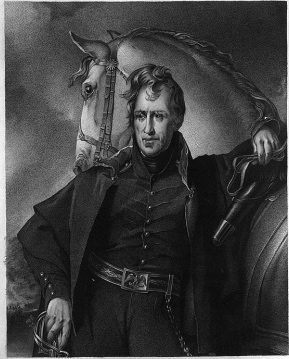
Andrew Jackson, d'après un portrait de Thomas Sully.

En 1820, l'imprimeur Samuel Fisher Bradford commanda à Longacre des plaques pour son Encyclopedia et une gravure du général Andrew Jackson, réalisée d'après un portrait de Thomas Sully, connut un grand succès. Il accepta ensuite de graver des illustrations pour les Biographies of the Signers of the Declaration of Independence de Joseph et John Sanderson dont les neuf volumes furent publiés entre 1820 et 1827. Bien que l'ouvrage ait été critiqué pour la faiblesse de son écriture, les ventes furent assez bonnes et le projet fut mené à terme. L'écrivain Richard Snow, spécialisé dans la numismatique, suggère que les livres se sont bien vendus grâce à la force et à la qualité des illustrations de Longacre. Ce dernier réalisa en 1826 une série d'études pour la revue The American Theatre représentant certains acteurs de l'époque dans leurs rôles au théâtre.

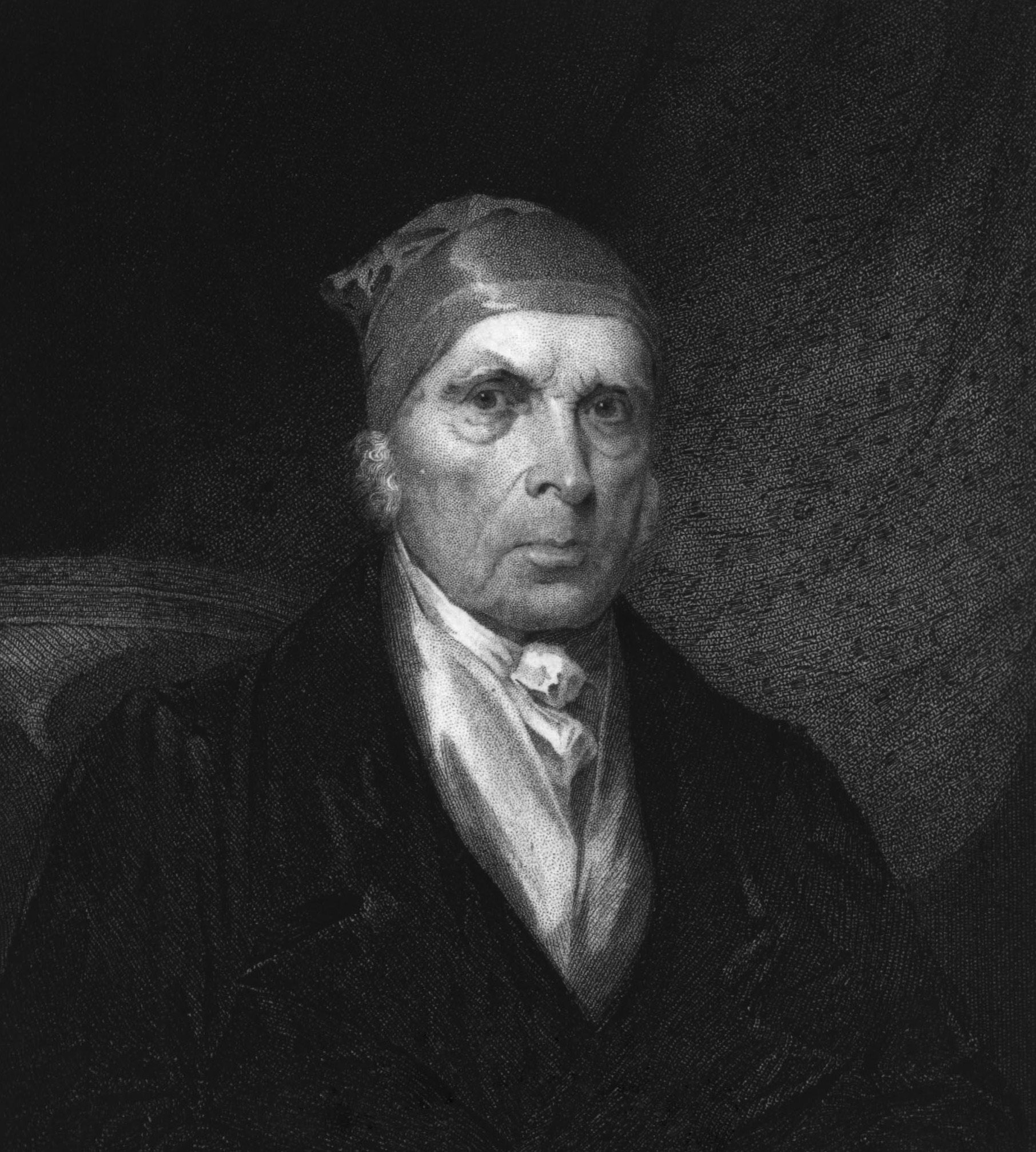
James Madison en 1833.

Ayant tiré la leçon de la série Sanderson, Longacre proposa de publier son propre ensemble de biographies illustrées. Il était sur le point de lancer le projet, après avoir investi 1 000 $ (environ 23 700 $ de 2012) sur ses fonds propres, lorsqu'il apprit que le peintre James Herring de New York envisageait une série similaire. En octobre 1831, il écrivit à Herring et tous deux décidèrent de travailler ensemble sur The American Portrait Gallery (rebaptisé plus tard National Portrait Gallery of Distinguished Americans), publiée en quatre volumes entre 1834 et 1839. Herring était un artiste mais la plupart des travaux d'illustration furent réalisés par Longacre qui traversa les États-Unis pour esquisser les sujets d'après nature. Il dessina à nouveau Jackson, qui est alors devenu président, ainsi que James Madison, tous deux en juillet 1833. Il rencontra de nombreux dirigeants politiques de l'époque qui furent impressionnés par ses réalisations. Parmi ces admirateurs figurait l'ancien vice-président et sénateur de Caroline du Sud, John C. Calhoun. En juillet 1832, le journal Niles' Register de Baltimore décrivit une gravure de Longacre comme « l'un des plus beaux exemples des progrès de l'art américain ».
Longacre épousa Eliza Stiles en 1827 ; ils eurent trois garçons et deux filles entre 1828 et 1840. Les ventes de la National Portrait Gallery furent affectées par la panique de 1837 et l'entreprise de Longacre fit faillite. Il se rendit dans les États du Sud et du Midwest pour vendre ses livres en porte-à-porte tandis que sa femme et sa fille aînée Sarah géraient les expéditions et les finances à la maison. Il rentra à Philadelphie en 1837 et ouvrit un cabinet de gravure de billets de banque avec plusieurs associés : la « Toppan, Draper, Longacre & Co». L'entreprise prospéra grâce à la forte demande en billets provenant des banques des différents États. Elle disposait de bureaux au 60 Walnut Street à Philadelphie et d'une succursale au 1 Wall Street à New York. Selon Snow, Longacre était alors connu comme le meilleur graveur du pays.

## Graveur en chef

### Nomination

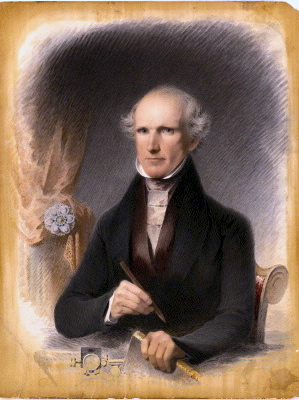
Autoportrait de Longacre (1845), aquarelle sur bois.

À la mort de Gobrecht en juillet 1844, l'United States Mint (« Monnaie des États-Unis ») se mit à la recherche d'un nouveau graveur en chef. Parmi ceux qui espéraient le poste figuraient le graveur de billets de banque de Philadelphie, Charles Welsh, et Allen Leonard qui avait gravé la médaille de la Monnaie pour l'ancien président John Quincy Adams. Ce fut néanmoins Longacre qui fut nommé grâce au soutien du sénateur Calhoun. Selon l'historien spécialisé en numismatique Don Taxay, Longacre n'avait pas cherché l'appui du directeur de la Monnaie, Robert M. Patterson, pour qu'il défende sa nomination auprès du président John Tyler et même « si Patterson en fut effectivement irrité, il fut encore plus importuné par l'insistance de Leonard ».
Longacre fut nommé par le président Tyler le 16 septembre 1844 mais celle-ci devait être confirmée par le Sénat qui n'était alors pas en session. La candidature de Longacre fut présentée au Sénat le 17 décembre et elle fut approuvée sans difficultés le 7 janvier 1845. Selon le numismate David Lange, Longacre fut ravi d'obtenir ce poste car les graveurs voyaient leurs commandes diminuer du fait du développement du daguerréotype.
Selon l'auteur Q. David Bowers, après de sa nomination au poste de graveur en chef, Longacre « découvrit qu'il état tombé dans un nid de guêpes, d'intrigues, de politique et de luttes intestines ou régnait Franklin Peale, chef monnayeur, depuis 1839 ». Peale envoya le personnel de la Monnaie travailler dans sa résidence privée et il développa une activité secondaire prospère en créant des matrices pour la réalisation de médailles privées à l'aide des ressources de la Monnaie ; la plupart de ses fonctions officielles étaient alors accomplies par son prédécesseur, Adam Eckfeldt, qui malgré son départ en retraite continuait son travail sans recevoir de salaire,. Peale contrôlait l'accès aux matrices et aux matériaux et était proche du directeur Patterson ; il fut par la suite découvert que les deux hommes avait détourné une partie du métal des lingots. Les autres fonctionnaires de la Monnaie étaient des partisans de Patterson et Longacre se retrouva isolé,,. Walter Breen, dans son ouvrage très complet sur les pièces de monnaie des États-Unis, suggère que le ressentiment de Patterson envers Longacre était lié au soutien que lui avait apporté Calhoun, un homme du Sud, que le directeur détestait.

### Les années Patterson / Peale

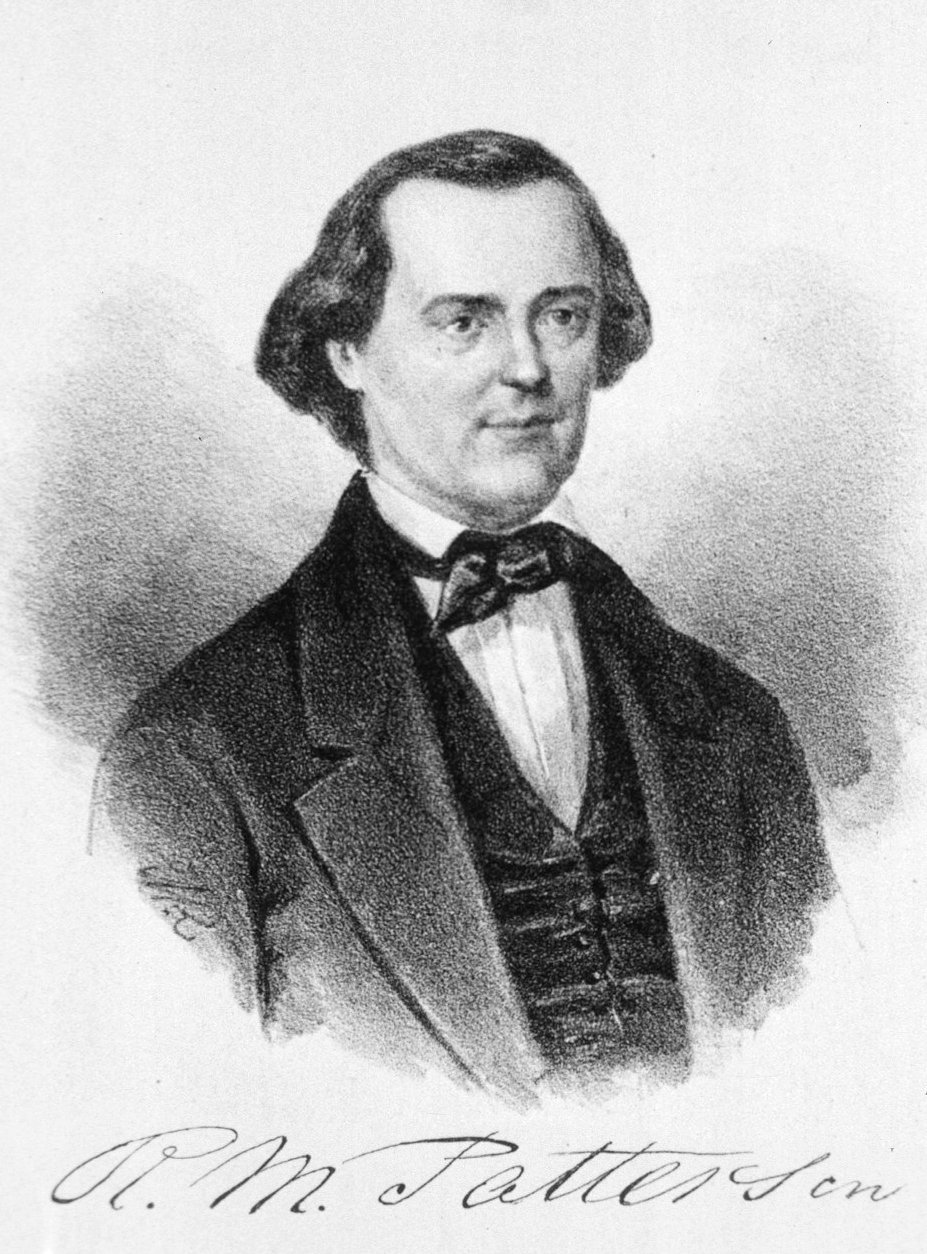
Robert M. Patterson chercha à de nombreuses reprises à obtenir le renvoi de Longacre.

Durant les premières années de son mandat, Longacre n'avait pas à produire de nouveaux dessins pour les pièces car Gobrecht les avait réalisé entre 1835 et 1842. Il se familiarisa donc avec l'art de la production de monnaie et en particulier avec les techniques de réalisation des matrices, des coins et de la frappe,. Longacre n'avait jusqu'alors gravé que des plaques de cuivre utilisées par les imprimeurs pour la reproduction sur papier. Patterson écrivit en août 1845 au secrétaire au Trésor Robert J. Walker que Longacre « est un gentleman d'un excellent caractère, très apprécié dans sa communauté et ayant acquis une certaine célébrité en tant que graveur sur cuivre ; mais il n'est pas un spécialiste des matrices. D'ailleurs je ne sais s'il a jamais effectué une tentative dans cet art ». En décembre, le directeur de la Monnaie écrivit à Walker pour faire les louanges de Longacre en rapportant qu'il a « plus de goût et de jugement pour la fabrication des dispositifs nécessaires à un meilleur monnayage que n'en a montré aucun de ses prédécesseurs. Il a aussi démontré qu'il est tout à fait capable de réaliser le modèle requis à partir de ses dessins ». Taxay indique que les éloges de Patterson envers Longacre étaient sans doute liées aux tentatives répétées de Leonard pour obtenir le poste.
Les premières pièces réalisées par la Monnaie sous Longacre comportent un certain nombre d'erreurs dont il est difficile d'attribuer la responsabilité. La date figurant sur le demi-dollar de 1844 frappé par la Monnaie de La Nouvelle-Orléans (1844-O) est doublée tandis que le 6 de 1846 du demi-dollar recouvre le même chiffre mais placé horizontalement. Bowers indique que Longacre a probablement délégué ce travail, même s'il écrivit en 1849 que son travail quotidien consistait à poinçonner les dates dans les matrices de travail. Tom DeLorey, dans son article de 2003 sur Longacre, note que Peale et son personnel poinçonnaient souvent eux-mêmes, sans consulter le département du graveur (dirigé par Longacre), et estime que le chef monnayeur est plus susceptible d'être responsable de ces erreurs.
Malgré l'atmosphère tendue régnait à la Monnaie de Philadelphie, Longacre évita les conflits avec Patterson et Peale jusqu'en mars 1849 quand le Congrès autorisa la création de deux nouvelles pièces, un dollar or et un double eagle or de vingt dollars. Patterson demanda alors le départ de Longacre, qu'il considérait comme une menace pour Peale et son activité de médailleur, et s'opposa aux nouvelles pièces qui allaient nécessiter les compétences du chef graveur. Selon Richard Snow dans son livre sur les Flying Eagle et les Indian Head cents, « avoir un chef graveur honnête menace leurs activités secondaires ». Le conflit portait en particulier sur l'utilisation du tour à portrait Contamin, nécessaire à la fabrication des matrices aussi bien pour la production des nouvelles pièces de Longacre que pour les médailles de Peale. Quand Longacre se plaignit que Peale monopolisait la machine, ce dernier décida de saboter le travail des pièces de Longacre pour le faire renvoyer.

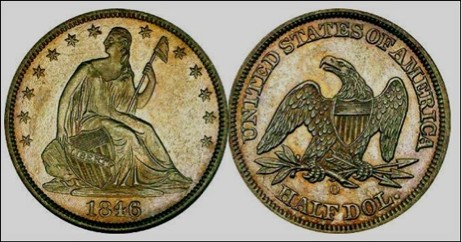
Demi-dollar de 1846 frappé par la Monnaie de La Nouvelle-Orléans.

Début 1849, selon une lettre écrite par Longacre l'année suivante, le graveur en chef fut approché par un membre du personnel de la Monnaie qui l'avertit qu'un autre fonctionnaire (clairement Peale) cherchait à faire sous-traiter le travail de gravure en dehors de l'institution. Le graveur en question était le Français Louis Bouvet, à qui Patterson avait confié le dessin du half eagle qui avait par la suite été refusé. Longacre répondit à cette information en consacrant beaucoup de temps, en mars 1849, à préparer les matrices du dollar or et ce, comme il le raconta plus tard, au détriment de sa santé. Il exigea de Patterson qu'il embauche un assistant pour l'aider, mais constata que le directeur ne consentirait qu'à une sous-traitance du travail. Longacre s'y refusait car il ne pourrait pas superviser le travail effectué à l'extérieur de la Monnaie ; il obtint néanmoins l'aide de Peter Filatreu Cross, graveur assistant au sein de la Monnaie, qui travailla sur le verso du dollar or. Longacre continua son travail sur le double eagle jusqu'à la fin de l'année 1849 et décrivit les obstacles mis sur son chemin par Peale:

« Le processus de production choisi était d'avoir un moule, fabriqué par galvanoplastie, à partir de mon modèle en cuivre, pour réaliser celui en fer. Les opérations par batterie galvanique furent menées dans les appartements du chef monnayeur. Le processus galvanique échoua, mon modèle fut détruit dans l'opération. J'avais toutefois pris la précaution d'en faire un moulage en plâtre […] À partir de ce moulage, seule alternative, j'en obtins un en métal qui, cependant, n'était pas parfait, mais je pensais que je devrais être capable de corriger ces imperfections lors de la gravure de la matrice […] ce fut une tâche laborieuse, mais achevée en un délai raisonnable, entièrement de ma main. La matrice qui devait ensuite être durcie au département de monnayage, s'est malheureusement brisée dans le processus. »

Lorsque Longacre termina les matrices du double eagle, Peale les rejeta en déclarant que le dessin est gravé trop profondément pour bien marquer les pièces et qu'elles ne s'empileraient donc pas correctement. Taxay note cependant qu'un double eagle de 1849 ne présente pas ces problèmes et semble pouvoir s'empiler parfaitement. Peale se plaignit à Patterson qui écrivit le 25 décembre 1849 au secrétaire au Trésor William M. Meredith pour lui demander de renvoyer Longacre au motif qu'il ne pouvait pas réaliser des matrices correctes. Patterson promit ce jour-là le poste de graveur à Charles Cushing Wright dès que Longacre serait officiellement évincé. Meredith demanda si un remplaçant compétent pouvait être trouvé et Patterson lui assura que oui. Longacre objecta à Patterson que Peale retardait la validation de la matrice révisée du double eagle. Le directeur ne répondit pas par écrit mais rencontra Longacre pour lui dire que l'administration avait décidé son renvoi et qu'il devait présenter sa démission sans délai. Longacre, après avoir réfléchi à la question, ne le fit pas et se rendit à Washington le 12 février 1850 pour rencontrer Meredith ; il constata que le secrétaire au Trésor avait reçu de fausses informations sur de nombreux points,. Selon Snow, Longacre ne chercha pas à se venger car il désirait simplement pouvoir poursuivre son travail en paix. Le double eagle fut mis en production en mars 1850 même si Patterson se plaignit que les pièces ne se frappaient pas correctement. Le double eagle devint rapidement la manière la plus populaire de détenir de l'or et plus d'or fut frappé sous cette forme que sous toutes les autres dénominations combinées.

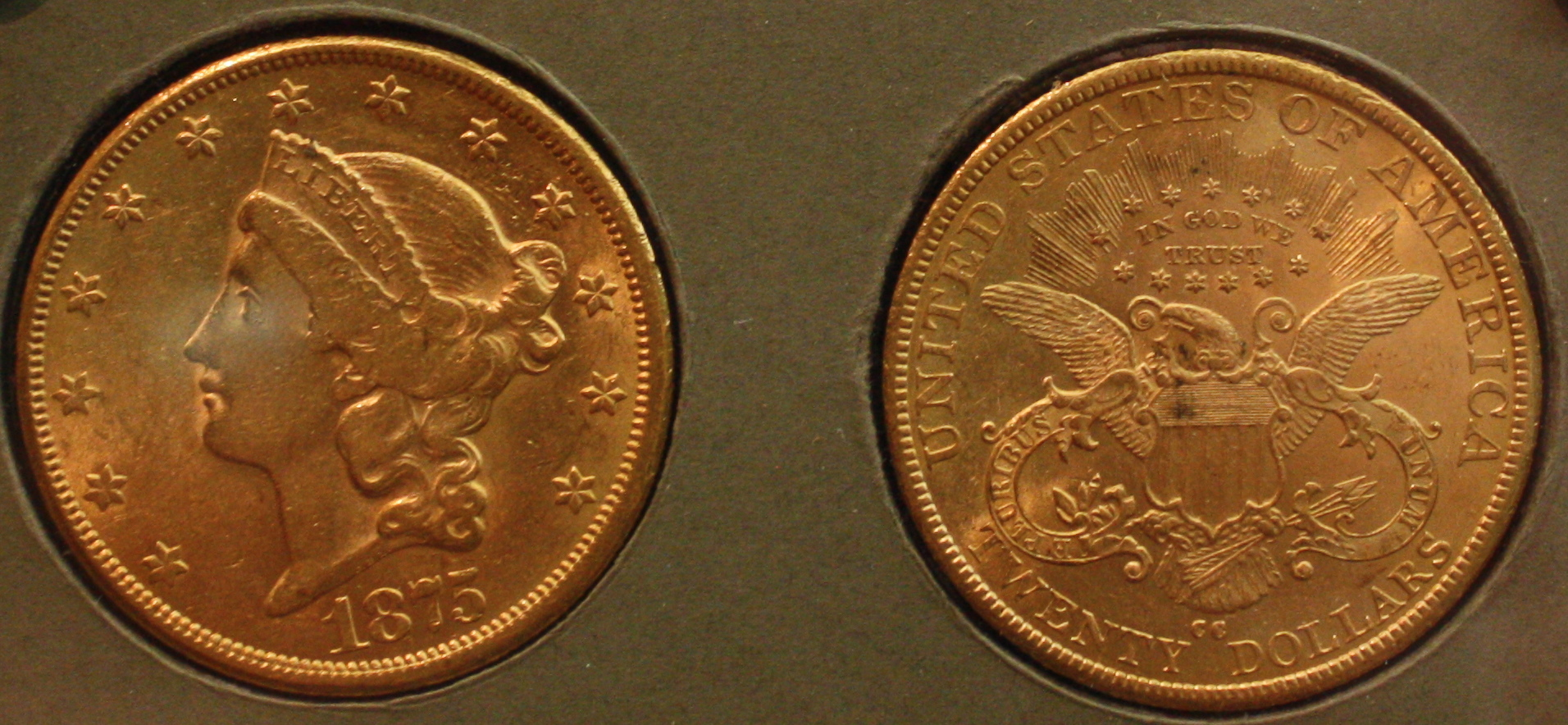
Un double eagle de 1875 ; les premiers exemplaires furent frappés en 1849.

Patterson écrivit à nouveau pour demander sans succès l'éviction de Longacre le 1er avril 1850 en avançant que le président Zachary Taylor avait décidé de le limoger. Elizabeth, l'épouse de Longacre mourut en 1850. Les fonctionnaires de la Monnaie s'opposèrent à nouveau en 1851 après que le Congrès ait autorisé la création d'une Three-cent piece en argent. Longacre prépara un dessin montrant une étoile sur un côté et le chiffre romain « III » de l'autre qui fut initialement approuvé par Patterson. Peale persuada toutefois Patterson de changer d'avis et d'autoriser le chef monnayeur à proposer lui-même une version en copiant des éléments que Gobrecht avait utilisé en 1836. La question fut présentée au nouveau secrétaire au Trésor, Thomas Corwin, qui choisit la proposition de Longacre ; Longacre avait pris la précaution d'envoyer au secrétaire une lettre expliquant son imagerie.
En juillet 1851, Patterson prit sa retraite et le président Millard Fillmore le remplaça par Thomas Eckert. Le commerce des médailles de Peale subit un coup sévère lorsqu'Adam Eckfeldt, qui accomplissait toujours les tâches du chef monnayeur, mourut en 1852. En 1854, le directeur de la Monnaie James Ross Snowden, nommé en 1853, limogea Peale après la révélation publique de son utilisation des ressources de la Monnaie à des fins privés. Cependant, sa mise à pied provoqua une importante réaction dans la presse, une enquête du Sénat et une demande d'indemnisation importante de la part de Peale,. Ses ennemis disparus, les conditions de travail à la Monnaie s'améliorèrent pour Longacre.

### Créateur prolifique

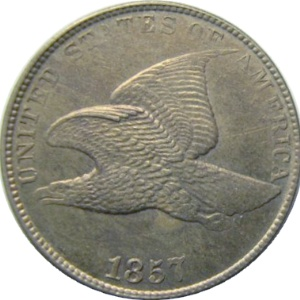
Le Flying Eagle Cent frappé de 1856 à 1858.

Confronté à la hausse des cours de l'argent, le Congrès en diminua la teneur pour le demi-dime, le dime, le quarter et le demi-dollar en 1853. On demanda à Longacre de modifier les dessins de Gobrecht afin que les nouvelles pièces puissent être aisément distinguées des anciennes. Il proposa de placer des rayons autour de l'aigle héraldique sur l'avers du quarter et du demi-dollar et des flèches près de la date pour toutes les autres dénominations. Comme la loi exigeant la réduction de poids autorisait la Monnaie à engager des artistes extérieurs pour réaliser ce travail, Snowden lança un appel public pour la conception des nouvelles pièces. Aucun des projets de l'appel d'offre n'étant convaincant, la proposition de Longacre fut adoptée. Les rayons ayant tendance à raccourcir la durée de vie des matrices, ils furent abandonnés dans l'année tandis que les pièces avec les flèches furent mises en circulation à partir de 1855.
En 1853, le Congrès autorisa la mise en circulation d'une pièce de trois dollars. Dans une note retrouvée dans ses papiers, Longacre écrivit que sa tâche était de rendre la pièce aisément identifiable par rapport au quarter eagle, dont la valeur de 2,50 $ était très proche. Longacre réalisa le dessin d'une princesse amérindienne très différente de la Liberté de Gobrecht sur le quarter eagle avec un flan plus mince et plus large. À cette époque, la femme amérindienne était souvent utilisée dans les représentations allégoriques de l'Amérique et le dessin de la Liberté en princesse indienne était en accord avec l'esprit du temps. Le chef graveur écrivit au directeur de la Monnaie que la pièce de trois dollars, entrée en production en 1854, était la première pour laquelle il avait disposé d'une véritable liberté artistique. Le dollar or fut modifié la même année avec un flan à la fois plus mince et plus large ; Longacre modifia le dessin de la princesse pour cette pièce en or. Pour l'avers des pièces, Longacre créa une couronne de blé, de maïs, de tabac et de coton, mélangeant les produits agricoles du Nord et du Sud. Elle fut également utilisée sur l'avers du Flying Eagle cent de 1856; réutilisée sur les dimes à partir de 1860, la « couronne de céréales » fut la réalisation la plus durable de Longacre car elle fut utilisée jusqu'en 1916 et l'abandon de la dime par Charles E. Barber,.
Au milieu des années 1850, Longacre fut mandaté par le département de la Marine pour concevoir une médaille devant être remise au capitaine Duncan Ingraham qui avait organisé la libération de Martin Koszta, un Hongrois qui avait été arrêté par le consul austro-hongrois en Turquie alors qu'il était en cours de naturalisation américaine. Longacre dessina le revers et l'assistant graveur Cross produisit l'avers de la décoration. Bien que Longacre ait été décrit par Bowers comme ayant été « strictement éthique dans les devoirs de sa charge », lorsque le département du Trésor apprit que Longacre avait accepté un paiement 2 200 $ (environ 50 000 $ de 2012) de la Marine pour son travail, il exigea qu'il rembourse la somme en vertu d'une loi fédérale interdisant les rémunérations de ce genre,,. Outre la conception de la médaille de 1857 de l'Assay Commission et de ses semblables de 1860, 1861 et 1868, la Médaille d'or d'Ingraham fut la seule médaille réalisée par Longacre pour le gouvernement,.

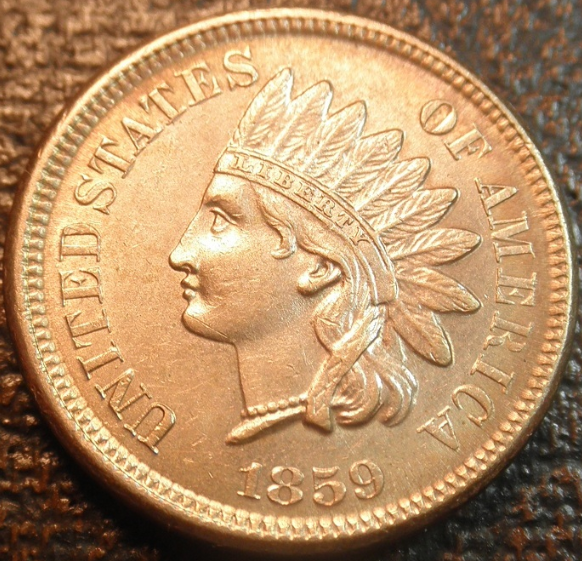
L’Indian Head cent frappé de 1859 à 1909.

Après une hausse du prix des matières premières, la Monnaie chercha à remplacer le grand cent en cuivre par une version plus petite. Dès 1850, un certain nombre de pièces furent frappées suivant divers dessins et formats afin de trouver un modèle alternatif. Dans un premier temps, les autorités de la Monnaie pensèrent à un cent annulaire ou percé. De nombreux essais furent réalisés en 1854 et 1855 avec la tête de la Liberté comme sur le grand cent ou avec un aigle en vol, adapté par Longacre, d'après le dollar Gobrecht de 1836. Le dessin de Gobrecht aurait été réalisé d'après Peter, un aigle apprivoisé qui vivait à la Monnaie de Philadelphie dans les années 1830 jusqu'à ce qu'il soit blessé mortellement par une machine ; son corps fut ensuite empaillé avant d'être exposé à la Monnaie de Philadelphie.
Selon la légende numismatique, le dessin de l’Indian Head cent de Longacre fut inspiré par sa fille Sarah. L'histoire raconte qu'elle se trouvait un jour à la Monnaie et qu'elle essaya les coiffes d'un groupe d'Amérindiens en visite. Son père réalisa alors quelques esquisses. Sarah avait cependant 30 ans et non pas 12 comme dans la légende et Longacre déclara lui-même en 1858 qu'il s'était inspiré d'une statue de Vénus prêtée par le Vatican afin d'être exposée à Philadelphie. James Longacre avait souvent esquissé sa fille aînée et il existe des ressemblances entre les dessins de Sarah et les différentes représentations de la Liberté sur les pièces des années 1850. Ces rumeurs avaient apparemment déjà cours à l'époque puisque Snowden écrivit en novembre 1858 au secrétaire au Trésor Howell Cobb pour rejeter l'idée que la pièce porte une représentation d'un quelconque membre de la famille Longacre,. F. Lee McKenzie, dans son article de 1991 sur Longacre, note que tout artiste peut être influencé par nombre de choses, mais indique que cette histoire est « complètement fausse ».

### Guerre de Sécession et fin de carrière

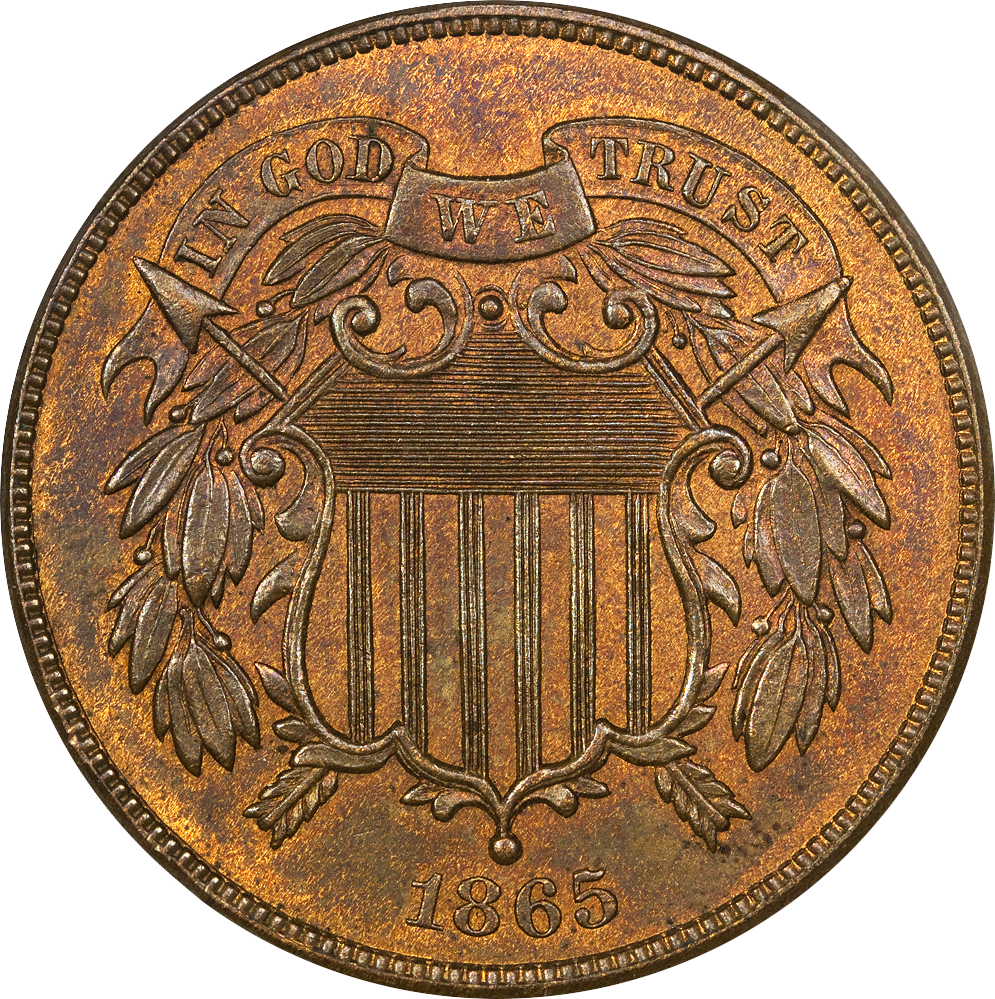
Première apparition de la devise « In God We Trust » sur la pièce de deux cents de 1864.

Les problèmes économiques provoqués par la guerre de Sécession entraînèrent la disparition de certaines pièces dont le cent en métal car sa valeur intrinsèque était devenue supérieure à sa valeur faciale. Le papier-monnaie, dont la plus petite dénomination était de trois cents, les timbres-poste et les jetons réalisés par des privés comblaient cette lacune. Nombre de ces jetons avaient la taille du cent mais étaient plus minces et réalisés en bronze. Devant le succès de ces « morceaux de métal », les autorités de la Monnaie obtinrent le passage d'une loi autorisant la réalisation d'un cent en bronze. L'Indian Head de Longacre fut fabriqué avec ce nouveau métal et en 1864, Longacre grava son initiale « L » dans la coiffe de l'Amérindien représenté sur la pièce. La loi qui autorisait le cent en bronze prévoyait aussi l'émission d'une pièce de deux cents (en) et Longacre fit un dessin que Lange qualifia de « composition particulièrement séduisante » avec des flèches et une couronne de laurier encadrant un bouclier,. L'historien de l'art Cornelius Vermeule indiqua qu'il ne manque aux éléments de son dessin « qu'un canon pour être l'expression consommée de l'héraldique de la guerre de Sécession ». Le secrétaire au Trésor Salmon P. Chase désirait cependant qu'apparaisse sur la monnaie un témoignage de la foi en Dieu de la Nation en ces temps de guerre. Il écrivit au directeur de la Monnaie, James Pollock : « Vous allez faire préparer, sans délai, un slogan exprimant, en le moins de mots possibles, cette reconnaissance nationale ». Plusieurs slogans furent examinés par Pollock, comme « God Our Trust » ou « God and Our Country ». La pièce de deux cents de Longacre fut finalement la première à porter l'inscription « In God We Trust ».
Le nickel fut retiré de la composition du métal du cent au grand dam de l'industriel de Pennsylvanie, Joseph Wharton, qui possédait de nombreux intérêts ce secteur ; le représentant de la Pennsylvanie au Congrès, Thaddeus Stevens, s'opposa d'ailleurs à cette loi. En 1864, Wharton publia un pamphlet préconisant que toutes les pièces de moins de dix cents soient faites d'un alliage cuivre-nickel composé de 25 % de ce dernier métal soit un peu plus de deux fois que ce que contenait le cent. En mars 1865, le Congrès adopta une législation autorisant la création d'une pièce de trois cents composée de cet alliage afin de supprimer le billet de cette dénomination. Longacre proposa pour cette pièce une Liberté similaire aux autres représentations qu'il avait réalisées et pour le revers, la couronne de laurier du cent de 1859 entourant le chiffre romain « III », emprunté au trois cents d'argent.

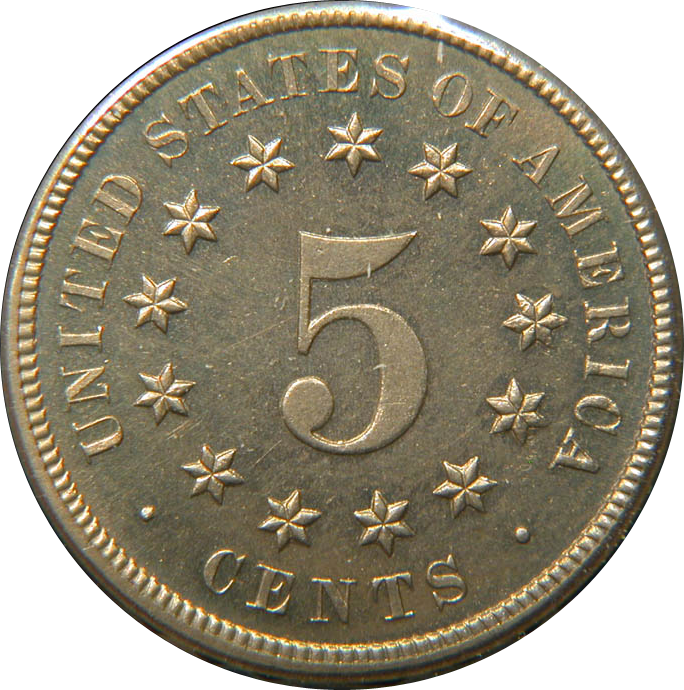
Le revers du Shield nickel de 1867.

Wharton et d'autres industriels cherchant à promouvoir l'utilisation du nickel restaient influents au Congrès et obtinrent en 1866 la création d'une pièce de cinq cents en alliage cuivre-nickel. Longacre proposa un certain nombre de dessins et Pollock choisit un bouclier, semblable à celui de la pièce de deux cents, avec un cercle étoilé pour le revers. Le Shield nickel commença à être frappé la même année. L'essayeur de la Monnaie, William DuBois, écrivit à Longacre : « Il est vraiment plaisant de voir un homme ayant dépassé ses soixante-dix années d'existence et pourtant en mesure de produire les mêmes œuvres artistiques qu'aux débuts de sa carrière ».
En 1865, le Congrès exigea l'utilisation de l'inscription « In God We Trust » sur toutes les pièces suffisamment grandes pour la porter. Longacre ajouta en 1866 la devise sur toutes les pièces en argent plus grandes que la dime et celles en or plus grandes que celles de trois dollars. Il apporta également des modifications en 1867 à la pièce de cinq cents en cuivre-nickel qui fut d'ailleurs rapidement surnommée « nickel». En 1865, Longacre engagea le graveur William Barber comme assistant.

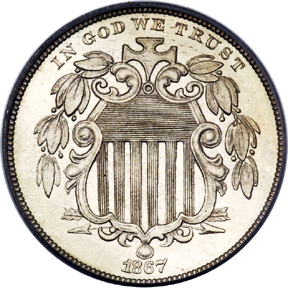
L'avers du Shield nickel de 1867.

Une partie des pièces ayant disparu de la circulation pendant la guerre de Sécession avait en fait été exportées vers l'Amérique du Sud. Elles continuèrent à être utilisées dans les commerces chiliens car les ressortissants de ce pays trouvaient leur propre monnaie assez médiocre comparée aux pièces américaines. En 1866, le gouvernement chilien demanda à son représentant à Washington d'aborder le département d'État afin d'obtenir l'autorisation de faire réaliser les matrices de leur monnaie aux États-Unis. L'administration d'Andrew Johnson fut ravie de rendre ce service et le secrétaire au Trésor Hugh McCulloch donna aux Chiliens une lettre d'introduction pour Longacre. Ce dernier fut engagé par les Chiliens pour redessiner cinq pièces d'argent et quatre d'or. Il accepta à condition que McCulloch approuve son paiement par une entité extérieure à la Monnaie. McCulloch y était initialement favorable mais James Pollock avança que la propriété du gouvernement ne devait pas être utilisée à des fins privées. Finalement, les parties conclurent un accord selon lequel Longacre pouvait réaliser ce travail pour un montant total de 10 000 $ (environ 129 000 $ de 2012) à condition qu'il engage un graveur extérieur pour faire une partie du travail sous sa supervision ; il choisit Anthony C. Paquet, un de ses anciens assistants. Toute résistance à la Monnaie cessa avec la démission de Pollock lorsque le président Johnson lança sa politique de Reconstruction et les matrices et filières permettant de réaliser de nouvelles matrices furent fabriquées à partir de novembre 1866, probablement en interne à la Monnaie de Philadelphie. Les dessins de Longacre pour le Chili furent utilisés jusque dans les années 1890.
En 1867, Longacre proposa l'utilisation de l'aluminium dans les pièces mais cela fut rejeté car l'approvisionnement et le prix de ce métal fluctuaient considérablement et parce qu'il avait alors une valeur intrinsèque élevée. En 1868, les soutiens de Wharton au Congrès proposèrent de réaliser la dime en alliage cuivre-nickel et de modifier le cent, le trois cents et le nickel. Le projet fut abandonné lorsqu'il devint clair que la dime serait trop grande pour être efficacement frappée à cause de la dureté de l'alliage cuivre-nickel mais Longacre réalisa néanmoins quelques modèles de la taille d'un demi-dollar. Il commença également à refaire la gravure des pièces en or et termina l'Eagle de 10 $ à la fin de l'année.

## Décès et postérité
James Longacre mourut subitement à son domicile de Philadelphie le 1er janvier 1869. Une cérémonie fut organisée le 5 janvier à la Monnaie de Philadelphie et son directeur, Henry Linderman, prononça un discours ventant les mérites du défunt avant l'éloge formel donné par l'assistant de Longacre, William Barber, qui lui succéda,. Comme chacun de ses prédécesseurs, Longacre mourut en fonction. Il est enterré au cimetière de Woodlands à Philadelphie.
L'œuvre de Longacre fut reconnue lors d'une exposition de cent graveurs américains parrainée par la New York Public Library en 1928. En 1970, l'historien d'art Cornelius Vermeule, dans son ouvrage sur les pièces de monnaie américaines, considère Longacre et ses réalisations de manière moins favorable, « uniformes dans leur platitude, souffrant d'un manque d'inspiration et même bizarres, les contributions de Longacre aux pièces de monnaie sont un pas en arrière par rapport aux œuvres de [Thomas] Sully, [Titien] Peale, [Robert] Hughes et Gobrecht » et « quelles que soient ses qualités précédentes en tant que graveur de portraits, il semble n'avoir pas beaucoup apporté d'imagination dans son important poste à la Monnaie de Philadelphie ». Cependant, Vermeule considère son Flying Eagle cent comme une œuvre d'art, bien au-dessus de l'ordinaire.
Dans son article de 1991, McKenzie prend note des remarques de Vermeule mais considère l'œuvre de Longacre comme importante dans son utilisation des symboles américains tels que la représentation des Amérindiens. Il juge que cela influença des concepteurs de monnaie comme George T. Morgan, Victor D. Brenner et Augustus Saint-Gaudens. Il loue en particulier le rouleau de parchemin ornemental sur le revers du double eagle, le qualifiant d'« unique dans l'art numismatique américain et rehaussant l'élégance d'un dessin digne de la plus haute dénomination de la monnaie américaine », et saluant « l'innovation passionnante dans le symbolisme et l'expression du sentiment national qu'il apporta à l'art numismatique des États-Unis ».
Selon Bowers : « Aujourd'hui, Longacre est largement admiré parmi les numismates ». Lange constate que sa « vision artistique a honoré pendant 60 années les pièces de monnaie américaine ». Snow écrit :

« Compte tenu de l'admiration que Saint-Gaudens, Vermeule et d'autres ont eu pour le dessin « recyclé » de Longacre emprunté à Gobrecht et l'enthousiasme que les collectionneurs manifestent aujourd'hui pour les Flying Eagle cents, il est peut-être mieux qu'un autre motif n'ait pas été créé dans les années 1850 à la Monnaie lorsque des essais furent menés pour éliminer l'encombrant grand cent de cuivre. »